# Argyresthia conjugella
Argyresthia conjugella (tên tiếng Anh: Apple Fruit Moth) là một loài bướm đêm thuộc họ Yponomeutidae. Nó được tìm thấy ở Bắc Mỹ, châu Âu, Xibia, Trung Á và Nhật Bản.
Sải cánh dài 10–14 mm. Con trưởng thành bay từ tháng 5 đến tháng 7 tùy theo địa điểm.
Ấu trùng ăn các loài Sorbus aucuparia và Malus.

## Hình ảnh

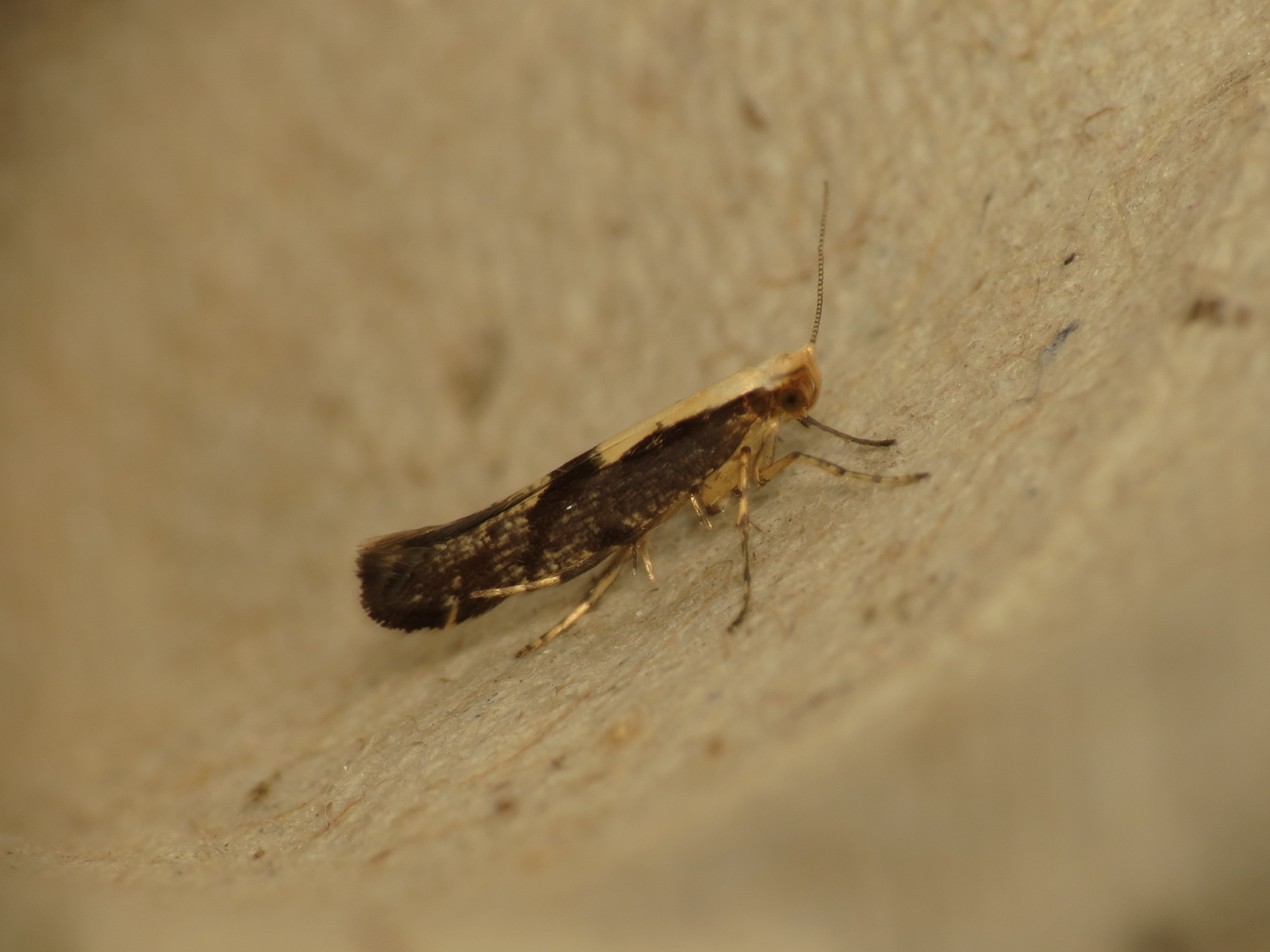
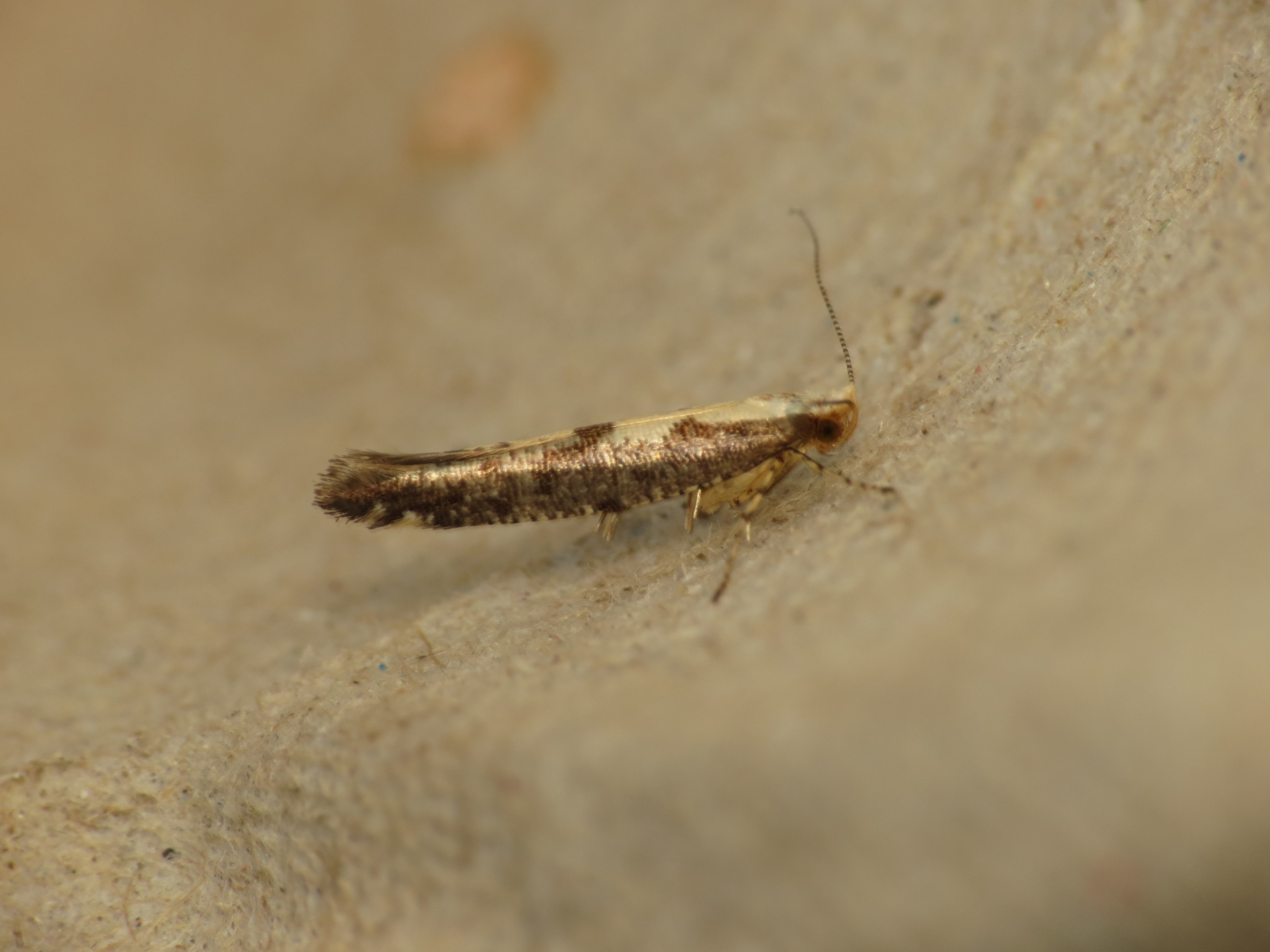
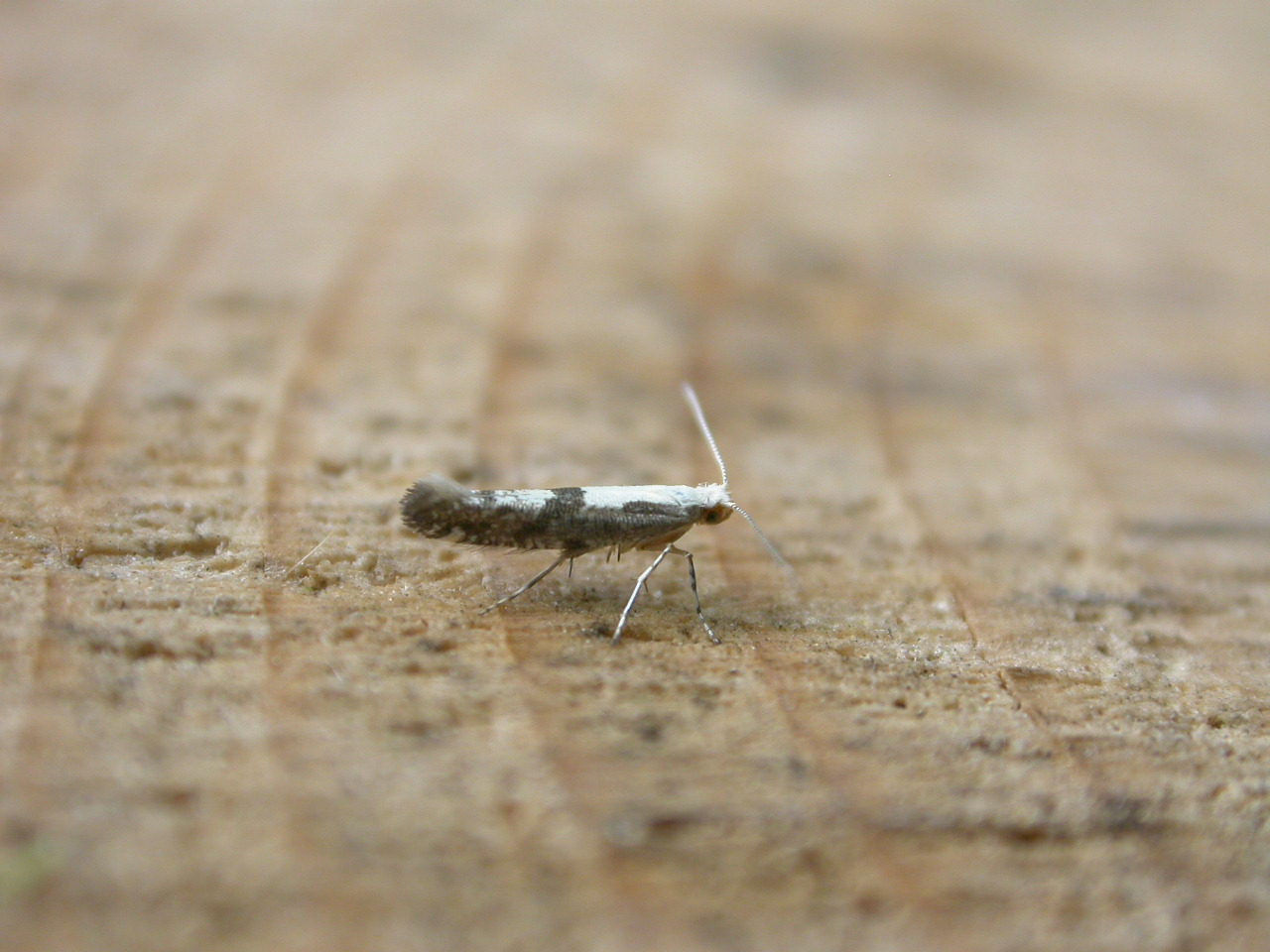
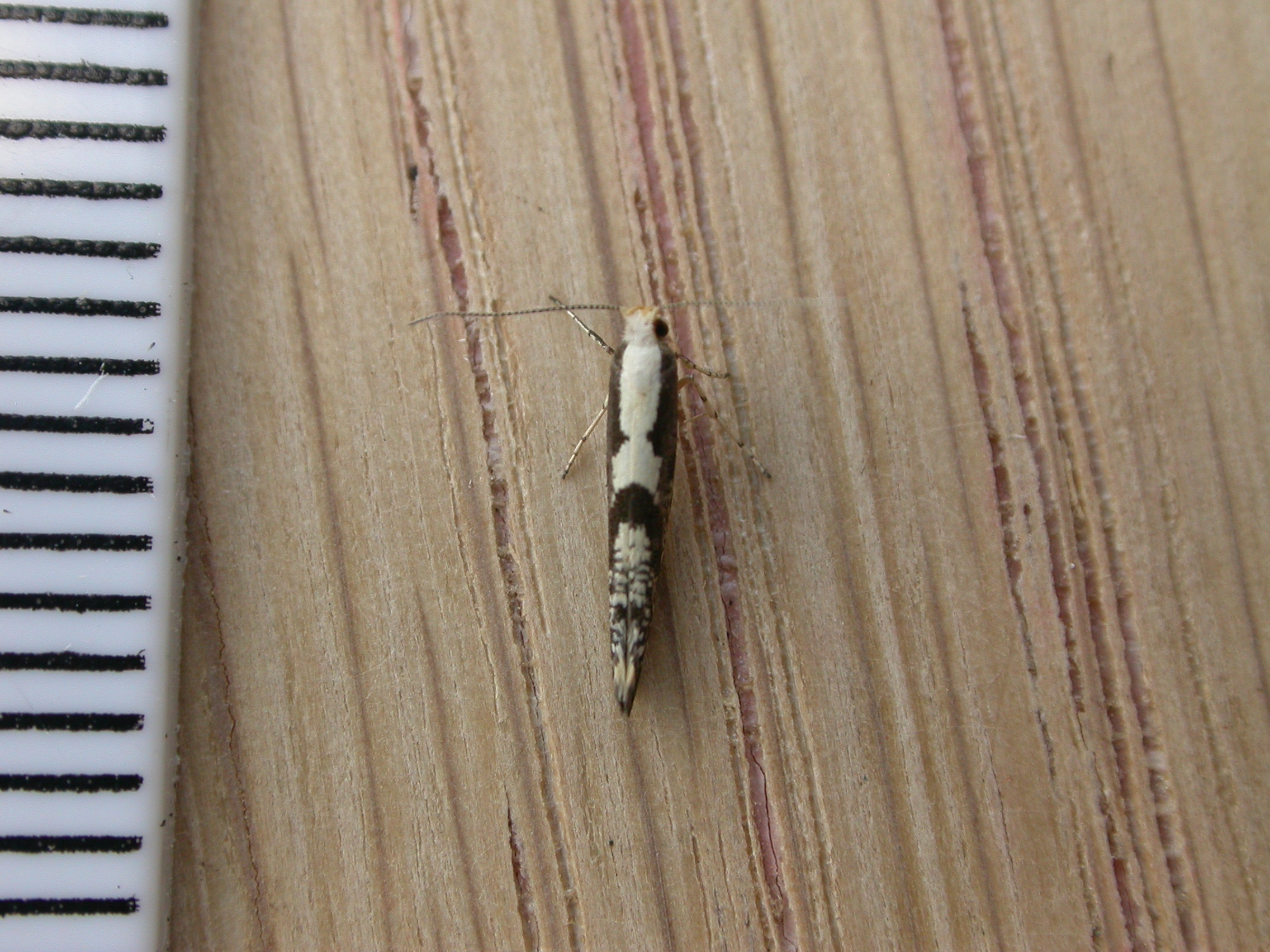